# گروه رویال کلیف
گروه رویال کلیف (انگلیسی: Royal Cliff Hotels Group) شرکت مهمان‌نوازی تایلندی است، که در سال ۱۹۷۳ تأسیس شد.